# Дуглас, Джеймс, 2-й граф Дуглас
Джеймс Дуглас (англ. James Douglas, ок. 1358—1388), 2-й граф Дуглас и граф Мар (с 1384 года) — шотландский барон из рода Дугласов, активный участник войн с Англией в конце XIV века.

## Биография
Джеймс Дуглас был сыном Уильяма Дугласа, 1-го графа Дугласа. В 1371 году, после мятежа своего отца против наследования Стюартами шотландской короны, Джеймс Дуглас женился на Изабелле Стюарт, дочери короля Роберта II.
После возобновления в 1384 году войны с Англией, Дуглас стал одним из лидеров южно-шотландских баронов, организующих приграничные военные кампании против англичан. Отряды Дугласа разоряли Камберленд и постепенно вытесняли английские войска из оккупированных при Эдуарде III регионов юга страны. В 1388 году шотландская армия под руководством Джеймса Дугласа в битве при Оттерберне разгромила ополчение северо-английских графств и захватила в плен главнокомандующего — Генри Перси, сына графа Нортумберленда. Героическая гибель Джеймса Дугласа в этом сражении послужила одной из основ для ряда английских и шотландских средневековых баллад («Баллада о погоне» (англ. the Ballade of Chevy Chase)).
Джеймс Дуглас погиб, не оставив законного наследника мужского пола. Согласно соглашению 1342 года между двумя ветвями семьи Дугласов, титул графа Дугласа и его земельные владения в южной Шотландии перешли к незаконнорождённому сыну Джеймса Дугласа, соратнику Роберта I Брюса, Арчибальду Свирепому. Графство Мар отошло к сестре 2-го графа, Изабелле Дуглас. Один из его внебрачных сыновей — Уильям — стал предком маркизов Куинсберри.